# Łukasz Kruk
Łukasz Kruk (ur. 11 maja 1978 w Wałbrzychu) – polski siatkarz, grający na pozycji rozgrywającego. W 1998 roku w kadrze narodowej Polski wystąpił 11 razy.
Syn trenera reprezentacji Polski Ryszarda Kruka.
Od sezonu 2019/2020 jest dyrektorem klubu Tauron Ligi E.Leclerc MOYA Radomka Radom.

## Sukcesy klubowe

### młodzieżowe
Mistrzostwa Polski Juniorów:
- 1999
- 1998

### seniorskie
Mistrzostwa Polski:
- 2000
- 1997, 2001, 2010

Puchar Polski:
- 1998

I liga:
- 2006, 2008
- 2011
- 2005

II liga:
- 2007

## Sukcesy reprezentacyjne
Mistrzostwa Europy Kadetów:
- 1995

Mistrzostwa Europy Juniorów:
- 1996

Mistrzostwa Świata Juniorów:
- 1997